# Aermacchi MB-326
Aermacchi ali Macchi MB-326 je enomotorno podzvočno reaktivno šolsko vojaško letalo/lahki jurišnik, ki so ga zasnovali v 1950ih v Italiji. Zgradili so okrog 800 letal, ki so jih uporabljali v več kot desetih državah. Letalo so proizvajali tudi licenčno v Avstraliji, Braziliji in Južni Afriki.
Italijani v povojnem času niso imeli sredstev za razvoj velikih lovcev ali bombnikov, zato so odločili za razvoj lahkega in sorazmerno poceni jurišnika.
MB-326 je povsem kovinske (aluminjaste) konstrukcije. Poganja ga turboreaktivni motor brez dodatnega zgorevanja Rolls-Royce Viper.

## Specifkacije (MB-326)
Podatki iz Jane's All The World's Aircraft 1969-70
Splošne karakteristike
- Posadka: 2
- Tovor: 1814 kg (4000 lb)
- Dolžina: 10,65m (34 ft 11¼ in)
- Razpon kril: 10,56 m (34 ft 8 in)
- Višina: 3,72 m (12 ft 2½ in)
- Površina kril: 19,0 m² (204,5 ft²)
- Teža praznega letala: 2237 kg (4930 lb)
- Maks. vzletna teža: 3765 kg (8300 lb)
- Pogon letala: 1 × Bristol Siddeley Viper Mk.11 turboreaktivni motor, 11,1 kN (2500 lbf)

 Zmogljivost 
- Neprekoračljiva hitrost: Mach 0,8
- Maks. hitrost: 806 km/h (436 vozlov, 501 mph) na 4575m (15000 ft)
- Hitrost porušitve vzgona: 146 km/h (79 vozlov, 91 mph) (s spuščenimi zakrilci in podvozjem)
- Doseg: 1665 km (900 nmi, 1035 milj) na višini 11500 m (38000 ft)
- Višina leta: 12500 m (41000 ft)
- Hitrost vzpenjanja: 22,3 m/s (4400 ft/min)

Oborožitev

- Strelno orožje: 2 × 12.7 mm M2 Browning strojnici
- Bombe: Do 2000 lb (900 kg) orožja